# José Luis Centella
José Luis Centella Gómez [ xoˈse ˈlwis θɛ̃n̪ˈteʝa ˈɣomɛθ] est un homme politique espagnol membre du Parti communiste d'Espagne (PCE) et de la Gauche unie (IU), né le 31 juillet 1958 à Cordoue.

## Biographie
José Luis Centella Gómez naît le 31 juillet 1958 à Cordoue. Il est professeur des écoles, ayant notamment enseigné à Casares et Benalmádena, dans la province de Malaga.

### Débuts en politique
Il s'inscrit au Parti communiste d'Espagne (PCE) en 1975. En 1987, il est élu conseiller municipal de Benalmádena et membre de la députation provinciale de Malaga. Il est reconduit en 1991.
Il fait son entrée au Congrès des députés le 4 juillet 1995, après qu'Antonio Romero Ruiz (es) a démissionné pour rester conseiller municipal de Malaga. Il est ensuite réélu lors des élections générales de 1996 et de 2000.

### Secrétaire général du PC d'Andalousie
Au cours du VIIIe congrès du Parti communiste d'Andalousie (PCA) réuni à El Ejido, José Luis Centella est élu le 12 mai 2002 secrétaire général par 89 % des suffrages exprimés des délégués. Il prend ainsi la relève de Felipe Alcaraz (es), titulaire du poste depuis 21 ans. Tête de liste de la Gauche unie (IU) dans la circonscription de Malaga pour les élections générales du 14 mars 2004, il échoue à se faire réélire et quitte la chambre basse des Cortes Generales.
Confirmé secrétaire général du PCA au IXe congrès de San Juan de Aznalfarache le 12 juin 2005 par 69,6 % des voix, il prend le poste nouvellement créé de coordonnateur de la commission exécutive de la Gauche unie d'Andalousie (IU-A) le 15 avril 2008, devenant de facto le numéro deux du coordonnateur régional Diego Valderas (es).

### Secrétaire général du PCE puis retrait
Le 8 novembre 2009, le XVIIIe congrès du Parti communiste d'Espagne élit à 85 % la liste qu'il propose pour le comité fédéral. Ce dernier se réunit ensuite et élit Centella secrétaire général du PCE en remplacement de Francisco Frutos (es) à l'unanimité. Il est remplacé au secrétariat général du PCA par José Manuel Mariscal moins de six mois plus tard, le 21 mars 2010.
Il est réélu député au Congrès des députés, représentant la circonscription de Séville, pendant les élections générales anticipées du 20 novembre 2011. Il indique le 16 octobre 2015, à deux mois des élections générales, qu'il ne souhaite pas se présenter pou un nouveau mandat parlementaire.
Il cède le secrétariat général du Parti communiste à Enrique Santiago deux ans et demi plus tard, le 8 avril 2018. Il est ensuite désigné président du PCE, une fonction inexistante jusqu'alors et responsable de la représentation du parti.